# 葉維藩
葉維藩，浙江省松陽縣人。清朝政治人物。

## 生平
葉維藩為道光二十七年（1847年）丁未科三甲第十一名進士。道光二十九年（1849年）署湖南黔陽縣知縣，次年，復修黔陽城西、南城墻。同年離任。